# Raman Zischkou
Raman Yurewitsch Zischkou (belarussisch Раман Юр'евіч Цішкоў, englisch Raman Tsishkou, russisch Роман Юрьевич Тишков; * 2. Dezember 1994 in Kirowsk) ist ein belarussischer Radsportler, der Rennen auf Bahn und Straße bestritt.

## Sportliche Laufbahn
2012 wurde Raman Zischkou zweifacher belarussischer Meister, im Omnium sowie in der Mannschaftsverfolgung. Zwei Jahre später errang er vier nationale Titel, im Punktefahren, im Omnium, mit Jauheni Achramenka im Zweier-Mannschaftsfahren sowie mit Aleh Ahiyevich, Hardzei Tsishchanka, Raman Ramanau und Michail Schemetau in der Mannschaftsverfolgung. 2015 errang der belarussische Bahn-Vierer bei den U23-Bahn-Europameisterschaften mit Zischkou, Jauhen Karaljok, Michail Schemetau und Raman Ramanau die Bronzemedaille.
In der Gesamtwertung der Einerverfolgung des Bahnrad-Weltcups 2016/17 belege Zischkou Rang acht.

## Erfolge

### Bahn
2014
- Belarussischer Meister – Punktefahren, Omnium, Zweier-Mannschaftsfahren (mit Jauheni Achramenka), Mannschaftsverfolgung (mit Aleh Ahiyevich, Hardzei Tsishchanka, Raman Ramanau und Michail Schemetau)

2015
- Europameisterschaft (U23) – Mannschaftsverfolgung (mit Jauhen Karaljok, Michail Schemetau und Raman Ramanau)

2017
- Belarussischer Meister – Scratch, Punktefahren, Einerverfolgung, Omnium, Mannschaftsverfolgung (mit Anton Musytschkin, Raman Ramanau und Jauheni Achramenka)

2020
- Belarussischer Meister – Mannschaftsverfolgung (mit Aliaksei Shmantsar, Kiryl Prymakou und Jauheni Achramenka)

2021
- Belarussischer Meister – Scratch, Einerverfolgung

### Straße
2021
- Grand Prix Gazipaşa

2025
- Gesamtwertung und eine Etappe Trans-Himalaya Cycling Race